# Kleurmuis

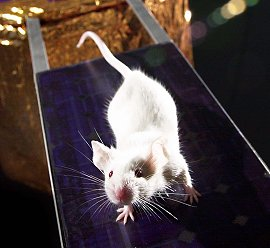
Albino kleurmuis

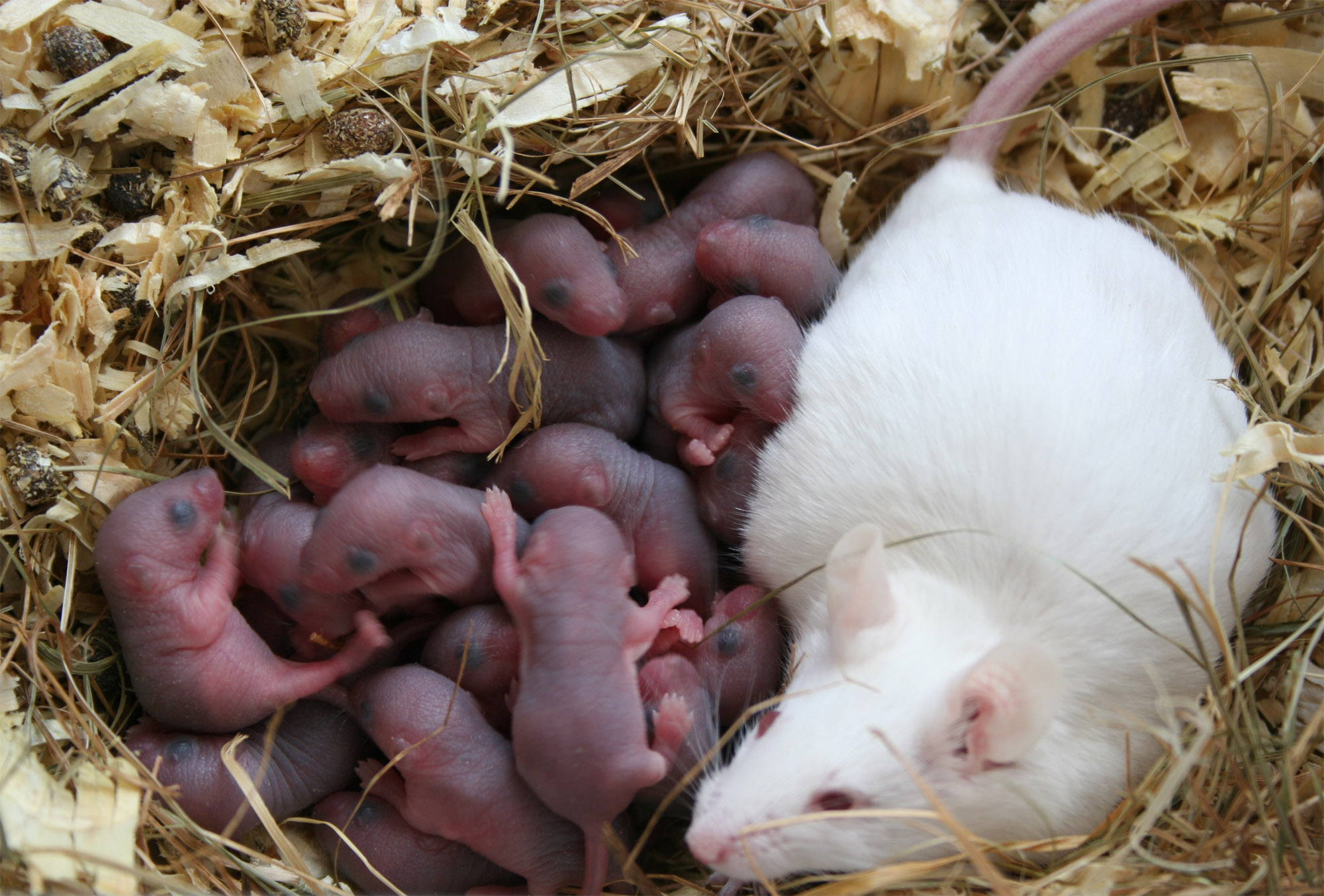
Muis met jongen

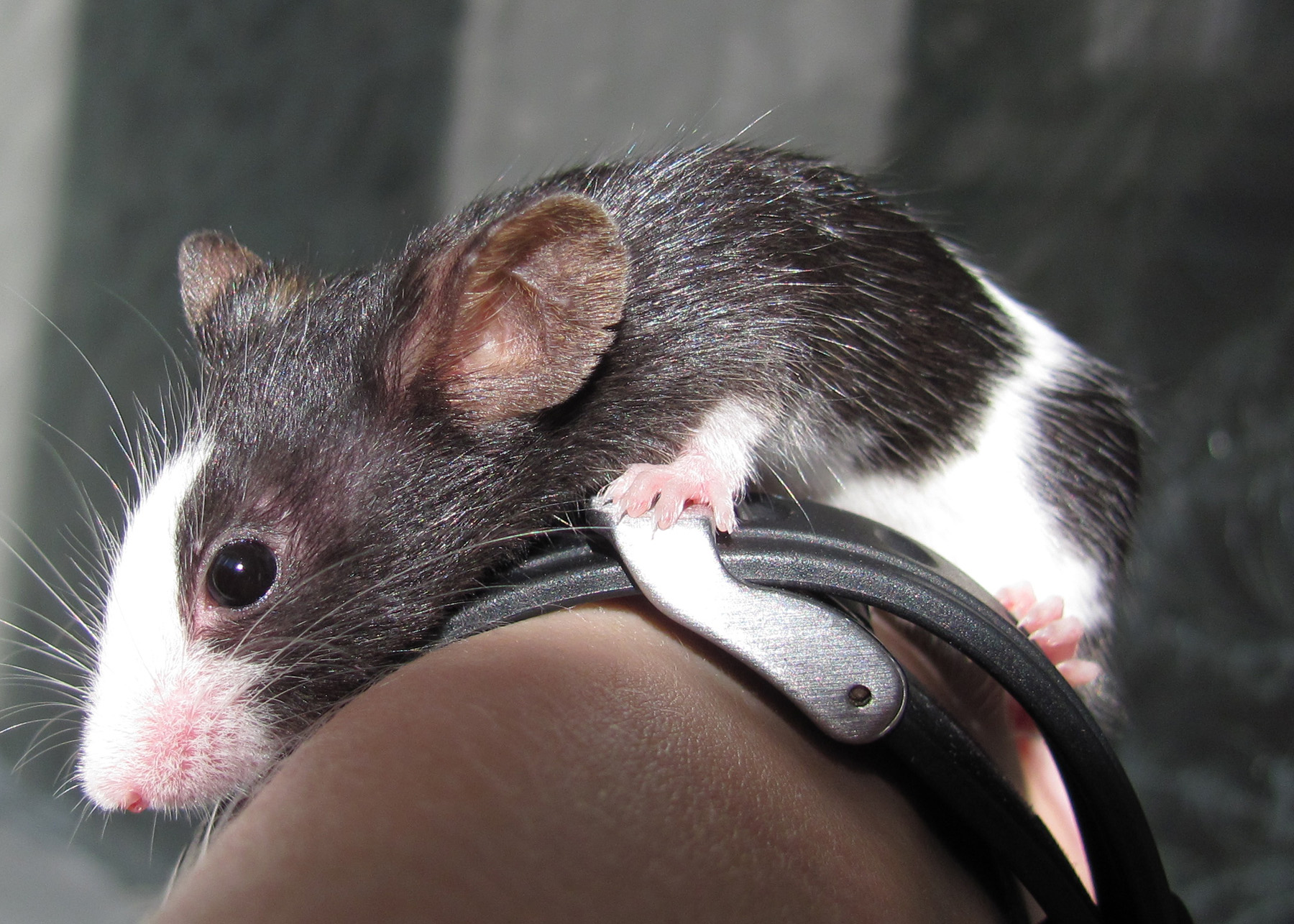
Gevlekte muis

De kleurmuis, ook wel tamme muis genoemd, is de tamme afstammeling van de huismuis (Mus musculus). Hij wordt als een vorm van deze muis beschouwd. De naam kleurmuis werd gegeven omdat deze muis, in tegenstelling tot zijn wilde voorouder, in allerlei kleurslagen voorkomt.

Verder bestaat er ook nog de Engelse muis. Deze muis heeft dezelfde kenmerken als andere kleurmuizen, maar is veel groter. Ze zijn wel 8-10 cm lang (staart niet meegerekend). 

## Geschiedenis
De mens houdt al duizenden jaren muizen in gevangenschap, onder meer in het Oude Griekenland, Chinese keizerrijk en Japan. Er zijn eeuwenoude Chinese geschriften gevonden die handelden over het fokken van muizen. Via de scheepvaart werden de muizen in allerlei landen geïntroduceerd. Kleurmuizen stammen af van in laboratoria gehouden huismuizen, meestal albino's. Na generaties lang fokken werden de muizen steeds tammer. Bovendien ontstonden er nieuwe kleuren en vachttypen. In de 19e eeuw werd in Engeland de eerste officiële muizenfokkersclub opgericht, de National Mouse Club. De kleurmuis werd daar aangeduid als fancy mouse (trendy muis) om aan te geven dat het om een bijzonder gekweekt dier ging en niet zomaar een muis.

## Rassen
Kleurmuizen bestaan in meer dan 50 verschillende kleurslagen, haartypen, tekeningen en uitmonsteringen. Zo zijn er langharige muizen, naakte muizen, muizen met krullen en kunnen ze vlekken hebben die erfelijk zijn, zoals bij lakenvelder en rumpwhite.
Enkele haarstructuren zijn ontwikkeld met voor de muis zeer nadelige kenmerken. Naaktmuizen hebben vrijwel geen beharing meer en zijn dus erg gevoelig voor kou. Japanse dansmuizen bewegen zich voort alsof ze dansen. Dit komt door een erfelijke afwijking in het evenwichtsorgaan. Deze muizen kunnen zich niet normaal voortbewegen.
Net als bij andere huisdieren worden er voor kleurmuizen shows georganiseerd, waar gekweekte exemplaren worden beoordeeld op uiterlijk en gezondheid en prijzen kunnen winnen.
Rassen bestaan niet bij kleurmuizen, er wordt onderscheid gemaakt door middel van oogkleur en aftekeningen, structuren en kleuren van de vacht.

## Verzorging
De kleurmuis is redelijk gemakkelijk te houden. Mannetjes zijn wat minder populair, omdat hun urine sterk ruikt en ze minder gemakkelijk gekoppeld kunnen worden aan andere mannelijke muizen. Kleurmuizen zijn levendige dieren, die niet snel geneigd zijn om mensen te bijten. Een kleurmuis kan tam gemaakt worden door voorzichtig zijn vertrouwen te winnen met lekkernijen. Jonge kleurmuizen zijn gemakkelijk tam te maken door ze veel in de hand te nemen.
Muizen voeden zich hoofdzakelijk met granen, maar ze zijn van nature omnivoor. In dierenspeciaalzaken zijn speciale voeders voor muizen te koop. Hamster-, cavia-, konijnenvoer of iets dergelijks kan slecht zijn voor muizen en bevat dikwijls niet alles wat een muis nodig heeft. Rattenvoer kan wel gevoerd worden. Het is altijd slim om te controleren of er dierlijke eiwitten in het voer zitten. Zo niet, dan moeten de muizen bijgevoerd in de vorm van honden- of kattenbrokjes of meelwormen, verkrijgbaar bij de meeste dierenzaken.
Kleurmuizen zijn ondernemende en beweeglijke dieren die zich bij gevaar terug willen trekken in een hol. In de kooi moeten dus voldoende mogelijkheden zijn om te klauteren en te schuilen. Een loopradje is bruikbaar, maar het is belangrijk om de kleurmuis wat variatie te bieden. Onderzoek toonde aan dat kleurmuizen in "saai" ingerichte kooien al snel apathisch in een hoekje blijven zitten. Muizen behoren tot de knaagdieren en zullen dus knagen aan speeltjes en soms zelfs aan de kooi, maar ze zijn geen echte "slopers".
Kleurmuizen zullen niet snel laten zien dat ze ziek zijn, omdat het prooidieren zijn en ze dan een gemakkelijker doelwit zijn. Als duidelijk is dat een muis ziek is, is het vaak al te laat. De meeste dierenartsen weten wel wat van kleurmuizen af, je kunt dus prima langs gaan. Meestal zul je antibiotica meekrijgen.
Omdat muizen sociale dieren zijn heeft de kleurmuis een soortgenoot nodig. Mannetjes gaan onderling snel vechten, vrouwtjes kunnen prima samenleven. Omwille van de snelle voortplanting worden mannetjes en vrouwtjes beter apart gehouden. Het is door hun geringe omvang niet praktisch om kleurmuizen te castreren of steriliseren. Het is voor vrouwtjes bijzonder slecht om steeds drachtig te zijn. Een vrouwelijke muis kan het beste voor haar zesde maand haar eerste nest hebben en een tweede voor haar eerste jaar. Na haar eerste jaar groeit de baarmoeder dicht en zal een worp dodelijk zijn. Ook als vrouwelijke muizen pas na hun zesde maand een eerste nest krijgen, is de baarmoeder dichtgegroeid en zal de muis de worp hoogstwaarschijnlijk niet overleven.
Sommige kleurmuizen stammen af van laboratoriummuizen die in het kader van onderzoek naar kanker werden gefokt om snel gezwellen te ontwikkelen. Deze erfelijke gevoeligheid hebben kleurmuizen nog steeds.
Kleurmuizen worden meestal tussen de één en twee jaar oud, met uitschieters naar boven en onder.

## Muizenverering
In het oude Griekenland werden witte muizen vereerd in de tempel van Apollo. Ze werden beschouwd als geluksbrengers. Ook in delen van India is de witte muis omgeven met symboliek. Het zien van een witte muis brengt voorspoed en men gelooft dat mensen die de goden dienen reïncarneren als witte muizen. De witte muizen worden in tempels beschermd en gevoederd. In bepaalde tempels tonen bewakers tegen betaling witte muizen in speciale kastjes in de muur.

## Verenigingen
Het fokken van muizen is een ware hobby geworden en liefhebbers zoeken elkaar vaak op via verenigingen. Zo is er in Nederland de Nederlandse Knaagdierfokkers Vereniging en in België de Belgische Knaagdierenvereniging.